# Scooby-Doo : Mystères associés
 (décembre 2020).
- Si vous ne connaissez pas le sujet, laissez ce bandeau (vous pouvez alors contacter les auteurs).
- Si vous supprimez le contenu mis en cause (vous pouvez préalablement contacter les auteurs),

argumentez précisément cette suppression dans la page de discussion
(un manque de référence n'est pas un argument ; une recherche réelle de référence doit avoir été effectuée, être formellement documentée).
 (juin 2020).
Si vous disposez d'ouvrages ou d'articles de référence ou si vous connaissez des sites web de qualité traitant du thème abordé ici, merci de compléter l'article en donnant les références utiles à sa vérifiabilité et en les liant à la section « Notes et références ».
Sammy et Scooby en folie Trop cool, Scooby-Doo !
Scooby-Doo : Mystères associés (Scooby-Doo! Mystery Incorporated) est une série télévisée d'animation américaine en 52 épisodes de 21 minutes basée sur les personnages créés par Joe Ruby et Ken Spears, produite par Warner Bros. Animation et diffusée entre le 5 avril 2010 et le 5 avril 2013 sur Cartoon Network.
Précédée de Sammy et Scooby en folie, c'est la onzième série avec Scooby-Doo. Il s'agit d'une série totalement à part sans rapport avec d'autres séries avec de nouveaux éléments venant changer le contexte de la série. Elle est généralement considérée comme la meilleure série Scooby-Doo. 
En France, la série a été diffusée sur France 3, dont certains épisodes lors d'un « Spécial Scooby-Doo » dans l'émission Bunny Tonic du 31 décembre 2010. Elle était diffusée sur Cartoon Network jusqu'en 2014. La série a également été diffusée sur OUFtivi en Belgique. En 2020, elle est diffusée sur France 3 et Boing depuis le 9 mai 2023, elle est diffusée sur Boomerang. Au Québec, la série est diffusée sur Télétoon.

## Synopsis
Frederick « Fred » Jones Jr., Daphné Blake, Véra Dinkley, Norville « Sammy » Rogers, et Scooby-Doo forment un groupe d'adolescents qui résolvent des énigmes liées à des phénomènes paranormaux. Ils vivent dans la petite ville fictive de Crystal Cove, en Californie, dont le long passé d'étranges disparitions, de présence de fantômes et autres monstres, confère à celle-ci le titre « d'endroit le plus hanté sur Terre ». C'est sur cette réputation que s'est construite l'industrie touristique de Crystal Cove, et c'est pourquoi certains habitants de la ville, dont les parents des jeunes (principalement le maire Fred Jones Sr., le shérif Bronson Stone et M. et Mme Dinkley, qui possèdent le musée de la ville), n'apprécient guère que leurs enfants dévoilent les supercheries mises en place par divers charlatans et criminels. D'aventures en aventures, un certain « M. E » communique aux héros des indices qui pourraient être liés aux phénomènes qui se produisent à Crystal Cove. Au fil des épisodes, on apprend qu'une autre équipe Mystères associés a existé bien avant celle-ci.

## Fiche technique
- Titre original : Scooby-Doo! Mystery Incorporated
- Titre français : Scooby-Doo : Mystères associés
- Sociétés de production : Warner Bros. Animation, Hanna-Barbera Productions, Lotto Animation Inc.
- Format : Couleurs - 1,78:1 - Son stéréo
- Nombre d'épisodes : 52 (2 saisons)
- Durée : 21 minutes
- Dates de première diffusion :  États-Unis : 12 juillet 2010 ;  France : 31 décembre 2010

## Distribution
| Personnages notables       | Voix originales                                  | Voix françaises                                               |
| -------------------------- | ------------------------------------------------ | ------------------------------------------------------------- |
| Fred Jones                 | Frank Welker                                     | Mathias Kozlowski                                             |
| Daphné Blake               | Grey DeLisle                                     | Céline Melloul                                                |
| Véra Dinkley               | Mindy Cohn                                       | Caroline Pascal                                               |
| Sammy Rogers               | Matthew Lillard                                  | Éric Missoffe                                                 |
| Scooby-Doo                 | Frank Welker                                     | Éric Missoffe                                                 |
| Shérif Bronson Stone       | Patrick Warburton                                | Laurent Larcher                                               |
| Fred Jones Sr.             | Gary Cole                                        | Pascal Germain                                                |
| Barty Blake                | Frank Welker                                     | Pascal Germain                                                |
| Angel Dynamite             | Vivica A. Fox                                    | Laurence Charpentier                                          |
| Monsieur E                 | Lewis Black, Jeff Bennett (voix de remplacement) | Patrick Borg                                                  |
| Brad Chiles                | Tim Matheson                                     | Patrick Borg                                                  |
| Professeur Péricles        | Udo Kier                                         | Denis Boileau                                                 |
| Angela Dinkley             | Frances Conroy                                   | Anne Plumet                                                   |
| Paula Rogers               | Grey DeLisle                                     | Anne Plumet                                                   |
| Janet Neetles              | Kate Higgins                                     | Barbara Beretta                                               |
| Vincent Van Ghoul          | Maurice LaMarche                                 | Michel Mella                                                  |
| Bébé Clown Pleurnichard    | Mark Hamill                                      | Marc Perez                                                    |
| Le monstre de Crystal Cove | ?                                                | Michel Vigné                                                  |
| George Avocados            | ?                                                | Constantin Pappas                                             |
| Juge Hebediah Grim         | ?                                                | Sylvain Lemarié                                               |
| Dan Fluunk                 | ?                                                | Vincent Grass                                                 |
| Blue Falcon                | ?                                                | Paul Borne                                                    |
| Frère Gabriello Serra      | ?                                                | Paul Borne                                                    |
| Voix additionnelles        | ?                                                | Jean-Claude Donda, Cédric Dumond, Michel Vigné, Marie Tirmont |

## Univers de la série

### Histoire de Crystal Cove
Crystal Cove est l'endroit le plus hanté de la planète, surnommé « la ville de tous les mystères ». Les premières traces de phénomènes inexpliqués dans la région remonte à l'année 1632, quand une garnison de conquistadors espagnols a mystérieusement disparu dans les environs du port. Cette malédiction a frappé à nouveau en 1765 quand une congrégation de missionnaires a disparu sans laisser de traces. Après ce drame les disparitions se sont arrêtées, jusqu'à il y a une centaine d'années environ, quand Cleptus Darrow trouva un énorme gisement d'or et renomma la ville Crystal Cove. En ce qui concerne l'origine du nom, celle-ci a un lien avec une ancienne malédiction frappant Crystal Cove. La plupart des gens croyaient la malédiction levée, mais juste après la famille Darrow disparut sans explication un soir d'Halloween. Personne ne les a jamais revus.
De plus, Crystal Cove est une ville côtière. Malheureusement, comme le club arrive à résoudre chaque mystère (excepté celui du poisson-bouc dans Le Retour de Dead Justice), le nombre de touristes en ville ne fait que diminuer. Cependant, on apprend plus tard que la ville a un lourd passé et cache un grand mystère qui ne fait que débuter. En effet, très rapidement, le groupe va découvrir qu'une bande d'adolescents qui résolvait des mystères bien avant eux a disparu des années auparavant. Tout cela a-t-il un lien avec ce fameux « Grand Mystère » qui frappe la ville ?

### Personnages

#### Mystères Associés

##### Fred JonesJr.
Fils de Fred Jones senior, Fred est passionné de pièges et adore résoudre des énigmes. Il est toujours vêtu de la même façon : un polo blanc, un pantalon bleu et un foulard orange. Fred est un blond très séduisant. Au début, il ne s'apercevra pas que Daphné est amoureuse de lui, mais, au fil des épisodes, il éprouvera des sentiments pour elle. Il se fiancera avec celle-ci dans l'épisode Le retour de Dead Justice avant d'annuler ses fiançailles et de dissoudre Mystères Associés quand il apprendra que Fred Jones Senior n'est pas son vrai père pour aller chercher ses vrais parents, Brad Chiles et Judy Reeves dans l'épisode Le vrai visage du monstre. Fred deviendra alors sans-abri mais reviendra à Crystal Cove et reformera le groupe dans l'épisode La nuit du clown triste 1/2. Il tentera de ramener Daphné dans le groupe mais n'y arrivera pas avant l'épisode La nuit du clown triste 2/2. À la fin de la série, il semble toujours aussi amoureux de Daphné.

##### Daphné Blake
Daphné est une des filles de Barty et Nan Blake, deux milliardaires. Elle est toujours vêtue de la même façon : une robe violette, un collant rose clair, un serre-tête violet et un foulard vert clair. Elle a quatre sœurs (Daisy, Dawn, Dorothy et Delilah) avec lesquelles elle se compare souvent. Ses passions : résoudre des enquêtes, la mode et Fred Jones dont elle est folle amoureuse. Ses parents sont parfois un peu désespérés car ils préféreraient qu'elle épouse un garçon riche et ait d'autres occupations que de résoudre des mystères. Quand Fred repousse leurs fiançailles, elle est effondrée et met tout sur le dos de Véra parce qu'elle ne leur a rien dit de la vraie identité d'Angel. Dans l'épisode La Nuit du clown triste, elle sort avec Bayler Hotner mais après avoir découvert que celui-ci est le clown fantôme, elle revient dans l'équipe et se remet avec Fred.

##### Véra Dinkley
Véra est la fille de Dale et Angela Dinkley, et est une intellectuelle. Elle a créé un site Spécial Mystère où elle raconte toutes ses aventures avec ses amis. Elle est vêtue d'un pull-over orange, une jupe rouge, des mi-bas orange, des chaussures rouges et des lunettes à monture noire. Dans l'équipe, elle est la plus intelligente, trouve des indices et les interprète très vite. Ses parents ont un musée sur le paranormal, ce qui la désespère car elle sait que la plupart de ses monstres ne sont que des imposteurs (même si parfois elle peut y croire comme dans l'épisode Le Chant de la sirène). Elle est amoureuse de Sammy Rogers mais celui-ci lui préfèrera son amitié avec Scooby-Doo, ce qui lui fera beaucoup de peine mais elle s'en remettra. Sammy essaiera de ressortir avec elle dans l'épisode L'Attaque de la tête réduite mais elle refusera. On apprend dans Le Mystère de la maison sur pattes qu'elle travaille provisoirement et secrètement pour Monsieur E depuis que Mystères Associés s'est séparé puis va cesser voyant que le groupe est à nouveau uni solidement.
Remarque : Tony Cervone, le producteur de Scooby-Doo : Mystères associés, a expliqué que Véra était lesbienne et par conséquent qu'elle n'était pas amoureuse de Sammy : « Nous avions toujours prévu que Véra agisse un peu bizarrement pendant qu’elle sortait avec Sammy parce que cette relation ne lui convenait pas et elle avait du mal à comprendre pourquoi ». Il précise même qu'elle aurait dû, à la fin, être en couple avec Marcie Fleach, si la série n'avait pas été annulée aussi tôt.

##### Norville «Sammy» Rogers
C'est un garçon goinfre et peureux. Il est vêtu d'un t-shirt vert et d'un pantalon. Il n'est jamais vraiment coiffé, jamais vraiment rasé. On apprendra d'ailleurs dans l'épisode Le retour de Dead Justice qu'il ne se lave jamais. Il s'enfuit au premier signe de danger. Son meilleur ami est le chien Scooby-Doo. Ses parents, Colton et Paula Rogers, sont des snobs qui font des après-midis peinture et qui aimeraient beaucoup qu'il arrête de résoudre des enquêtes. Il sort avec Véra sans en parler à son meilleur ami, qui lui fait la tête quand il l'apprend. Sammy doit alors faire un choix entre Véra et Scooby-Doo et choisit le second. Dans l'épisode Le Vrai Visage du monstre, ses parents décident de l'envoyer à l'armée et de le séparer de Scooby qui est placé dans une famille d’accueil à la campagne. Il reviendra avec Scooby-Doo à Crystal Cove dans l'épisode La nuit du clown triste 1/2 pour reformer le groupe Mystères Associés.

##### Scooby-Doo
La mascotte du groupe Mystères associés. Comme son meilleur ami Sammy, il est goinfre et peureux mais peut être très courageux dans les situations les plus difficiles. Quand il apprend que Sammy a préféré aller au bal du lycée avec Véra au lieu de regarder le marathon Van Ghoul avec lui dans l'épisode La légende d'Alice May, il va lui faire la tête et le remplacer par un pantin nommé Anthony, jusqu'à l'épisode Un fantôme Rock and Roll où il se réconciliera avec Sammy.
Mais Scooby-Doo ne sait pas que Sammy sort avec Véra et le découvrira dans l'épisode La bataille des humongonautes. Il lui refera la tête et décidera, avec Véra, qu'il devait choisir entre lui ou Véra. Sammy choisira l'amitié de Scooby-Doo dans l'épisode Qui veut la peau de Scooby-Doo?.
Dans l'épisode Le vrai visage du monstre, les parents de Sammy décideront de l'envoyer dans une ferme d'accueil à la campagne mais il reviendra avec Sammy à Crystal Cove dans l'épisode La nuit du clown triste 1/2 pour reformer Mystères Associés à la suite de l'appel de Janet Neetles.

#### La première équipe Mystères Associés

##### Angel Dynamite (Cassidy Williams)
Présentatrice de la radio K-Goul et très amie avec les membres de Mystères associés. Dans l'épisode Le Chant de la sirène, Véra l'accuse d'être en fait Cassidy Williams, membre de l'ancienne équipe de Mystères associés. Conséquemment, Scooby-Doo et le reste de l'équipe ne lui accordent plus leur confiance mais dès qu'ils découvrent qu'elle s'est fait attaquer par des robots, ils acceptent son aide pour aller fouiller l'océan. Le groupe y découvre une cité engloutie ainsi qu'une base sous-marine gouvernée par le professeur Périclès et ses sbires mécaniques. Le perroquet psychopathe n'hésite pas à détruire son repaire afin de se débarrasser de l'équipe mais Scooby-Doo et ses amis parviennent à s'enfuir en sous-marin grâce au sacrifice de Cassidy, tuée lors de l'explosion.

##### Professeur Périclès
Perroquet parlant d'origine germanique, mascotte de l'ancienne équipe de Mystères associés et psychopathe mégalomane d'une intelligence diabolique, le professeur Périclès demeure longtemps enfermé dans l'asile pour animaux fous dangereux de Crystal Cove jusqu'à son évasion facilitée par les exactions d'un chien robot parodiant Terminator. Possesseur de deux morceaux du disque planisphérique, Périclès ambitionne de s'emparer du trésor enseveli par les conquistadors espagnols au XVIIe siècle. À la fin de la première saison, le perroquet assassine froidement Ed Machine pour « transmettre un message » à Monsieur E.
Lors de la seconde saison, le professeur reforme le groupe originel de Mystères associés avec ses acolytes Monsieur E, Brad Chiles et Judy Reeves afin d'unir leurs efforts en vue de compléter le disque planisphérique. Une course aux morceaux du disque s'engage alors entre les deux équipes. Par ailleurs, Périclès fabrique une armée composée de Kriegstaffelbots, robots aux allures de Sturmtruppen qui lui sont entièrement dévoués.

##### Monsieur E (Ricky Owens)
Ce personnage semble initialement aider Mystères associés mais son véritable objectif est dévoilé dans l'épisode La Créature de l'ombre. En vérité, il veut attirer Pèriclès dans un piège. Seuls Angel Dynamite, Ed Machine et ses agents connaissent son visage. Angel (que monsieur E a aidé à retourner à Crystal Cove) est très déçue quand elle apprend qu'il a essayé de tuer ses amis. Son pire ennemi est le professeur Périclès qui l'aurait trahi. Monsieur E est en réalité Ricky Owens, membre des premiers Mystères associés. Dans le troisième épisode de la deuxième saison, on assiste à une scène entre lui et Cassidy Williams, ils auraient été amants dans le passé. À noter le jeu de mots sur son nom dans la version originale : Mister E. (prononcé « I ») = Mystery, soit « mystère » en français. À chaque fois qu'il apparaît (lui ou sa voix car on ne le voit pas dans la saison 1) on peut entendre une musique mystérieuse.

##### Brad Chiles et Judy Reeves
Membres de la première équipe de Mystères associés, les véritables parents de Fred n'apparaissent qu'en filigrane au début de la série, notamment via des flashbacks et des indices. Ainsi, lors des révélations du maire sur les origines familiales de Fred à la fin de la première saison, il s'avère que l'énigmatique médaillon retrouvé par Scooby-Doo et ses amis dans l'épisode no 1 constituait un cadeau offert par Brad à Judy à l'occasion de leur mariage.
Durant l’ellipse de 20 ans, Brad Chiles et Judy Reeves se sont mariés et sont devenus de célèbres chasseurs de mystères mondialement connus sous le pseudonyme " M. et Mme Sternum" spécialistes en pièges  . Ils sont devenus riches en touchant les royalties des brevets de leurs piège et ils ont même une série télévisée autobiographique "Sternum & Sternum"  .
Brad et Judy réapparaissent lors de la seconde saison. Bien qu'ils semblent de prime abord attentionnés envers leur fils, ils vont rejoindre leurs anciens partenaires de Mystères associés sous l'égide du professeur Périclès et chercher à s'emparer des pièces du disque détenues par Fred, suivant les consignes de Ricky Owens alias Monsieur E.
Brad et Judy forment un couple uni, totalement complémentaires en tant qu'aventuriers. Leurs exploits sont même repris de manière fictionnelle dans l'émission de télévision « Stenum & Stenum ». Toutefois, l'influence maléfique de Crystal Cove finit par susciter la zizanie au sein du ménage.

#### Maires successifs de Crystal Cove

##### Frederick Jones Sr.
Maire de Crystal Cove et « père » de Fred. Il ne supporte pas que son fils adoptif résolve des enquêtes car ceci réduit le nombre de touristes dans Crystal Cove. Il quitte ses fonctions de maire dans l'épisode 26 saison 1 Le Vrai Visage du monstre, où il est révélé qu'il est « la Bête », le monstre de Crystal Cove. À la fin de la série, il deviendra proviseur du lycée de Crystal Cove et sera très fier de son fils « adoptif ».

##### Janet Neetles
Maire de Crystal Cove depuis que le « faux » père de Fred a été arrêté. Le shérif l'appelle « Madame l'usurpatrice » parce que selon lui, au cas où le maire ne peut plus officier, c'est lui qui doit assumer ses fonctions. Malgré ces faits, le shérif semble attiré par la jeune femme. Elle aura quatre enfants avec lui. Contrairement au shérif, Janet Neetles apprécie le travail de Mystères associés et c'est notamment elle qui rassemblera le groupe dans l'épisode La nuit du clown triste.

#### Le shérif et son équipe

##### Shérif Bronson Stone
Shérif incompétent de Crystal Cove. À l'instar de son ami Frederick Jones Sr., il déteste que Mystères associés résolve « ses » enquêtes, n'hésitant pas à emprisonner les jeunes membres de l'équipe puis à inciter leurs parents à les ramener chez eux. Il sollicite toutefois l'aide de Scooby-Doo et de ses amis dans plusieurs épisodes comme dans celui Le retour de Dead Justice.
Totalement désappointé quand il apprend la vérité au sujet du maire à la fin de la première saison, Bronson Stone développe ensuite une relation d'amour/haine vis-à-vis de Madame la maire Janet Neetles, avant de lui avouer ses sentiments et de retrouver la dignité de sa fonction à la fin de la seconde saison. Il aura quatre enfants avec elle.

##### Buck, l'adjoint au Shérif
Buck, appelé Bucky, est l'adjoint au shérif. On le voit souvent emmener le coupable en prison une fois que Mystères Associés a résolu une enquête. Mais dans l'épisode Le retour de Dead Justice, il se fera passer pour Dead Justice (la troisième idole du Shérif après lui-même et le maire Jones), pour récupérer, sous l'identité de Dead Justice, le poste de Shérif dont il a toujours rêvé. Mais Mystères Associés va aider le shérif, et Buck sera démasqué et emmené en prison. À partir de cet épisode, les coupables seront emmenés par de simples agents de police. 

#### Autres personnages

##### Miss Eau-de-boudin (Marcie Fleach)
De son vrai nom Marcie, c'est la fille de Winslow Fleach qui dirige le parc du Grand Frisson. Son surnom « miss Eau-de-boudin » est dû à ce qu'elle garde l'eau dans laquelle on fait cuire les hot-dogs pour se baigner. Elle s'est fait passer pour un Manticore dans l'épisode Le Manticore pour fermer le parc d'attraction de son père mais elle est démasquée par le gang et emmenée en prison. Dans l'épisode Le Mystère de la maison sur pattes, elle remplace Daphné qui ne veut plus entendre parler de mystères. On y apprend que Marcie est un des agents de monsieur E. Dans l'épisode La Nuit du clown triste 2, Daphné revient dans l'équipe et Marcie quitte le groupe. Elle change de camp et arrête de travailler pour monsieur E au milieu de la saison 2. Le professeur Périclès la tuera dans l'épisode 25 de la seconde saison. Mais elle réapparaît  la fin de l'épisode.

##### Ed Machine
Président-directeur général de la société Destroïdo. Il est aussi l'un des plus fidèles agents de « Monsieur E ». C'est lui qui apprendra à Mystères Associés, dans l'épisode La déesse de l'amour, qu'un trésor est enterré sous Crystal Cove. Dans l'épisode Le Vrai Visage du monstre, il emmène les cinq adolescents chez Angel afin de les protéger. Mais quand il rentre chez lui pour aller voir M. E, il est assassiné par le professeur Périclès pour « faire passer le message » à ce dernier.

#### Personnages et créatures fantastiques

##### Annunakis
Les Anunnakis sont des êtres inter-dimensionnels et immatériels qui viennent sur Terre environ tous les mille ans. Ils arrivent durant une période appelée Nibiru, c'est-à-dire à l’affaiblissement des barrières entre les mondes. À travers les âges, les Annunakis ont aidé l'humanité, mais comme ils ne possèdent pas de forme physique, ils l'ont fait en prenant possession de corps d'animaux (Anubis, Horus et Apis chez les Égyptiens, prêtresse Maya, Dragon et Sun Wukong en Chine), voilà pourquoi leurs descendants peuvent parler alors que le reste du règne animal ne le peut pas. Malheureusement, tous les Annunakis  ne sont pas bons et généreux. Le plus diabolique d'entre eux a été emprisonné dans un sarcophage en cristal, qui a été enseveli avec le trésor dans les profondeurs de Crystal Cove, par les conquistadors. Il a été enterré selon une carte : le disque planisphérique.

## Épisodes
Il y a eu quatre saisons de 13 épisodes produites (à l'exception de la troisième un peu plus longue de deux épisodes). L'édition en DVD indique qu'il y a eu deux saisons créées mais il faut tenir compte de la périodicité de la diffusion (Généralement de septembre à mai) d'où 52 épisodes divisés en deux pour les éditions. Chaque saison a été conçue et écrite pour 13 épisodes et non pas 26.[réf. souhaitée]

### Première saison (2010-2011)
1. Méfiez-vous des monstres gélatineux (Beware the Beast from Below)
2. Les Crocomonstres (The Creeping Creatures)
3. Le Mystère du camion fantôme (The Secret of the Ghost Rig)
4. L'Attaque du crabe géant (Revenge of the Man Crab)
5. La Chanson du mystère (The Song of Mystery)
6. La Légende d'Alice May (The Legend of Alice May)
7. Un fantôme rock and roll (In Fear of the Phantom)
8. Le Gnome sombre (The Grasp of the Gnom)
9. La Bataille des Humongonautes (Battle of the Humungonauts)
10. Qui veut la peau de Scooby-Doo ? (Howl of the Fright Hound)
11. L'Élixir du vampire (The Secret Serum)
12. Le Chaos hurlant (The Shrieking Madness)
13. L'Attaque des cigales (When the Cicada Calls)
14. La Finale des amateurs de mystère (Mystery Solvers Club State Finals)
15. La Horde sauvage (The Wild Brood)
16. La Déesse de l'amour (Where Walks Aphrodite)
17. Pris au piège (Escape From Mystery Manor)[11]
18. Le Secret du dragon de jade (The Dragon's Secret)
19. La Terreur de la nuit (Nightfright)
20. Le Chant de la sirène (The Siren's Song)
21. Le Manticore (Menace of the Manticore)
22. L'Attaque de la tête réduite (Attack of the Headless Horror)
23. Un fantôme à Crystal Cove (A Haunting in Crystal Cove)
24. Le Retour de Dead Justice (Dead Justice)
25. La Créature de l'ombre (Pawn of Shadows)[11]
26. Le Vrai Visage du monstre (All Fear the Freak)

### Deuxième saison (2012-2013)
1. La Nuit du clown triste (The Night the Clown Cried)
2. Le Mystère de la maison sur pattes (The House of the Nightmare Witch)[11]
3. La Nuit du clown triste 2 : Les Larmes de la nuit (The Night the Clown Cried II - Tears of Doom!)
4. La Toile du tisseur de rêves (Web of the Dreamweaver!)
5. Pour qui sonnent les cloches (The Hodag of Horror)[11]
6. L'Art des ténèbres (Art of Darkness)
7. La Goule de la crypte (The Gathering Gloom)
8. Une nuit sur la montagne hantée (Night on Haunted Mountain)[11]
9. Le Juge (Grim Judgement)
10. Terreur nocturne  (Night Terrors)
11. La Cité engloutie (The Midnight Zone)[11]
12. Le Lougarours (Scarebear)
13. La Colère de Krampus (Wrath of the Krampus)
14. Le Cœur du mal (Heart of Evil)
15. Malédiction sur les planches (Theater of Doom)
16. Les envahisseurs sont parmi nous (Aliens Among Us)
17. La Horde de l'enfer (The Horrible Herd)
18. La Danse des zombies (Dance of the Undead)
19. L'Attaque du démon glouton (The Devouring)
20. Le Dandy de l'autoroute (Stand and Deliver)
21. L'Envers du miroir (The Man in the Mirror)
22. Coincés au pays des rêves (Nightmare in Red)
23. À la poursuite de la lance maya (Dark Night of the Hunters)
24. La Grande Porte du pouvoir (Gates of Gloom)
25. L'Avènement de Nibiru (Through the Curtain)
26. Le Passé décomposé (Come Undone)

## Cross-overavec d'autres séries
- Saison 1 épisode 4 : Les deux premières victimes du monstre sont Dylan et Brenda en version animée de la série Beverly Hills 90210.
- Saison 1 épisode 10 : Le chien robot-chien que quelqu'un fait passer pour Scooby-Doo est une référence à Terminator, notamment dans la scène où il attaque le refuge pour animaux dangereux.
- Saison 1 épisode 12: L'auteur et le monstre qu'il a inventé sont des références à H.P Lovecraft et à l'appel de Cthulhu, le prénom du premier étant H.P Edcraft et l'apparence du monstre ressemblant fortement à celle de Cthulhu. De nombreuses références à Lovecraft sont d'ailleurs glissées tout au long de la série.
- Saison 1 épisode 14 : Apparition de nombreux personnages de l'univers Hanna-Barbera, citons les séries Speed Buggy, Capitaine Caverne, Mantalo et The Funky Phantom.
- Saison 1 épisode 19 : Apparition de Vincent Van Ghoul, un des héros de la série Les Treize Fantômes de Scooby-Doo. Ce personnage fera aussi plusieurs apparitions dans des films diffusés à la télévision que regardent souvent Sammy et Scooby-Doo.
- Saison 1 épisode 25 : Lors d'un flashback tous les héros de la série Jonny Quest font une apparition.
- Saison 2 épisode 9 : Le nom ainsi que le générique de la série autobiographique des parents de Fred Jones est inspiré d'une série télévisée américaine Pour l'amour du risque (V.O. : Hart to Hart) (1979 à 1984).
- Saison 2 épisode 11 : Tom et Tub ainsi que leur phoque Scooby sont les héros de la série Moby Dick and Mighty Mightor. Ils accompagnent nos héros dans cette aventure. Leur sous-marin Moby a l'apparence de la baleine de la série originale.
- Saison 2 épisode 14 : Blue Falcon et son chien bionique Dynomutt sont les héros de la série Dynomutt, Dog Wonder. Ils aident nos héros à combattre le Dr Zin, némésis de la série Jonny Quest.
- Saison 2 épisodes 22 et 23 : Apparition de la « loge noire » de la série télévisée Twin Peaks.
- Saison 2 épisode 26 : Le début de l'épisode fait référence au monologue de la Princesse Irulan introduisant l'adaptation de Dune de David Lynch.
- Saison 2 épisode 26 : L'apparition de Nova pour guider Scooby-Doo à détruire Nibiru fait référence à l'apparition de Mufasa dans les nuages pour conseiller Simba dans le Roi Lion.

## DVD
États-Unis / Canada (zone 1)
- 25 janvier 2011 : Scooby-Doo! Mystery Incorporated: Season 1, Vol. 1 - 1 DVD (4 épisodes)
- 10 mai 2011 : Scooby-Doo! Mystery Incorporated: Season 1, Vol. 2 - 1 DVD (4 épisodes)
- 27 septembre 2011 : Scooby-Doo! Mystery Incorporated: Season 1, Vol. 3 - 1 DVD (4 épisodes)
- 24 janvier 2012 : Scooby-Doo, Mystery Inc. : Crystal Cove Curse - 2 DVD (14 épisodes)
- 13 novembre 2012 : Scooby-Doo, Mystery Inc. : Season 2 Part 1 - Danger in Deep  - 2 DVD (13 épisodes)
- 18 juin 2013 : Scooby-Doo, Mystery Inc. : Season 2 Part 2 - Spooky Stampede - 2 DVD (13 épisodes)

France (zone 2)
- 6 avril 2011 : Scooby-Doo : Mystères associés - saison 1, vol. 1 - 1 DVD (4 épisodes)
- 22 juin 2011 : Scooby-Doo : Mystères associés - saison 1, vol. 2 - 1 DVD (4 épisodes)
- 14 septembre 2011 : Scooby-Doo : Mystères associés - saison 1, vol. 3 - 1 DVD (4 épisodes)
- 5 octobre 2011 : Scooby-Doo : Mystères associés - L'intégrale de la saison 1, partie 1 (vol. 1 à 3) - 3 DVD (12 épisodes)
- 1er août 2012 :Scooby-Doo : Mystères associés - La Malédiction de Crystal Cove (saison 1, partie 2, vol. 4 et 5) - 2 DVD (14 épisodes)
- 3 octobre 2012 : Scooby-Doo : Mystères associés - L'intégrale de la saison 1 - 5 DVD (26 épisodes)
- 10 septembre 2013 : Scooby-Doo : Mystères associés - L'intégrale de la saison 2 - 4 DVD (26 épisodes)

Source : DVD.fr